# Coupe d'Italie de baseball
La coupe d'Italie de baseball (Coppa Italia en italien) est une compétition à élimination directe où s'affrontent les meilleures équipes d'Italie.

## Palmarès
- 1967 : Milan Baseball
- 1969 : Parme Baseball
- 1970 : Nettuno Baseball
- 1971 : Parme Baseball
- 1972 : non disputée
- 1973 : Fortitudo Bologne
- 1974-1976 : non disputée
- 1977 : Rome Baseball
- 1978-1980 : non disputée
- 1981 : Grosseto Baseball
- 1982 : Fortitudo Bologne et Juventus Turin
- 1983 : Novare Baseball
- 1984 : Fiorentina Baseball
- 1985-1989 : non disputée
- 1990 : Milano Baseball
- 1991 : Milano Baseball
- 1992 : Novara Baseball
- 1993 : Parme Baseball
- 1994 : Parme Baseball
- 1995 : Nettuno Baseball
- 1996 : Parme Baseball
- 1997 : Fortitudo Bologne
- 1998 : Nettuno Baseball
- 1999 : Grosseto Baseball
- 2000 : Parme Baseball
- 2001 : Rimini Baseball
- 2002 : Rimini Baseball
- 2003 : Fortitudo Bologne
- 2004 : Grosseto Baseball
- 2005 : Fortitudo Bologne
- 2006 : San Marino BC
- 2007 : non disputée
- 2008 : Fortitudo Bologne
- 2009 : San Marino BC
- 2010 : Parme Baseball
- 2011 : Nettuno Baseball
- 2012 : Parme Baseball
- 2013 : Rimini Baseball
- 2014 : Rimini Baseball
- 2015 : Fortitudo Bologne
- 2016 : Rimini Baseball
- 2017 : Fortitudo Bologne
- 2018 : Fortitudo Bologne
- 2019 : non disputée
- 2020 : non disputée
- 2021 : non disputée
- 2022 : Fortitudo Bologne